# ليف إت أول تو شاين (أغنية)
ليف إت أول تو شاين أو (بالإنجليزية: Leave It All to Shine)‏ هي أغنية من أداء ميراندا كوسجروف من المسلسل التلفزيوني آي كارلي وفيكتوريا جاستيس من البرنامج التلفزيوني فيكتوريوس للحلقة المشتركة بين البرنامجين «أنا أحتفل مع فيكتوريوس». تعتبر الأغنية جمعًا بين شارتي المسلسلين، «ليف إت أول تو مي» و«مايك إت شاين».

## التطوير والإصدار
تمت كتابة الأغنية من نفس الكتاب الثلاثة الأصليين لأغنية «مايك إت شاين»، دان شنايدر، دكتور لوك ومايكل كوركوران. عرضت الأغنية لأول مرة في 22 مايو 2011، بينما عرضت مرفقة بمقطع مصور في 11 يونيو 2011، يوم البث الأول لحلقة «أنا أحتفل مع فيكتوريوس» من آي كارلي. وصلت الأغنية في النهاية على مجلة بيلبورد في تصنيف ببلنغ لأفضل 100 أغنية منفرد في المركز الرابع والعشرين. الأصوات الرئيسية للأغنية هم فيكتوريا جاستيس وميراندا كوسجروف مع أصوات إضافية من باقي طاقم البرنامجين. الأغنية أيضًا تم استضافتها ضمن الألبوم الموسيقي «فيكتوريوس: موسيقى من البرنامج التلفزيوني الرائج» الصادر في 2 أغسطس 2011 بالولايات المتحدة.

## الرسوم البيانية
| رسوم تصنيفات 2011                                        | المركز |
| -------------------------------------------------------- | ------ |
| الولايات المتحدة: ببلنغ لأفضل 100 أغنية منفردة (بيلبورد) | 24     |

## تاريخ الإصدار
| الدولة           | التاريخ       | صيغة الإصدار    | الماركة            |
| ---------------- | ------------- | --------------- | ------------------ |
| الولايات المتحدة | 10 يونيو 2011 | نسخة تحميل رقمي | نكلوديون، كولومبيا |
| الولايات المتحدة | 2 أغسطس 2011  | إصدار ملموس     | نكلوديون، كولومبيا |